# Морська піхота

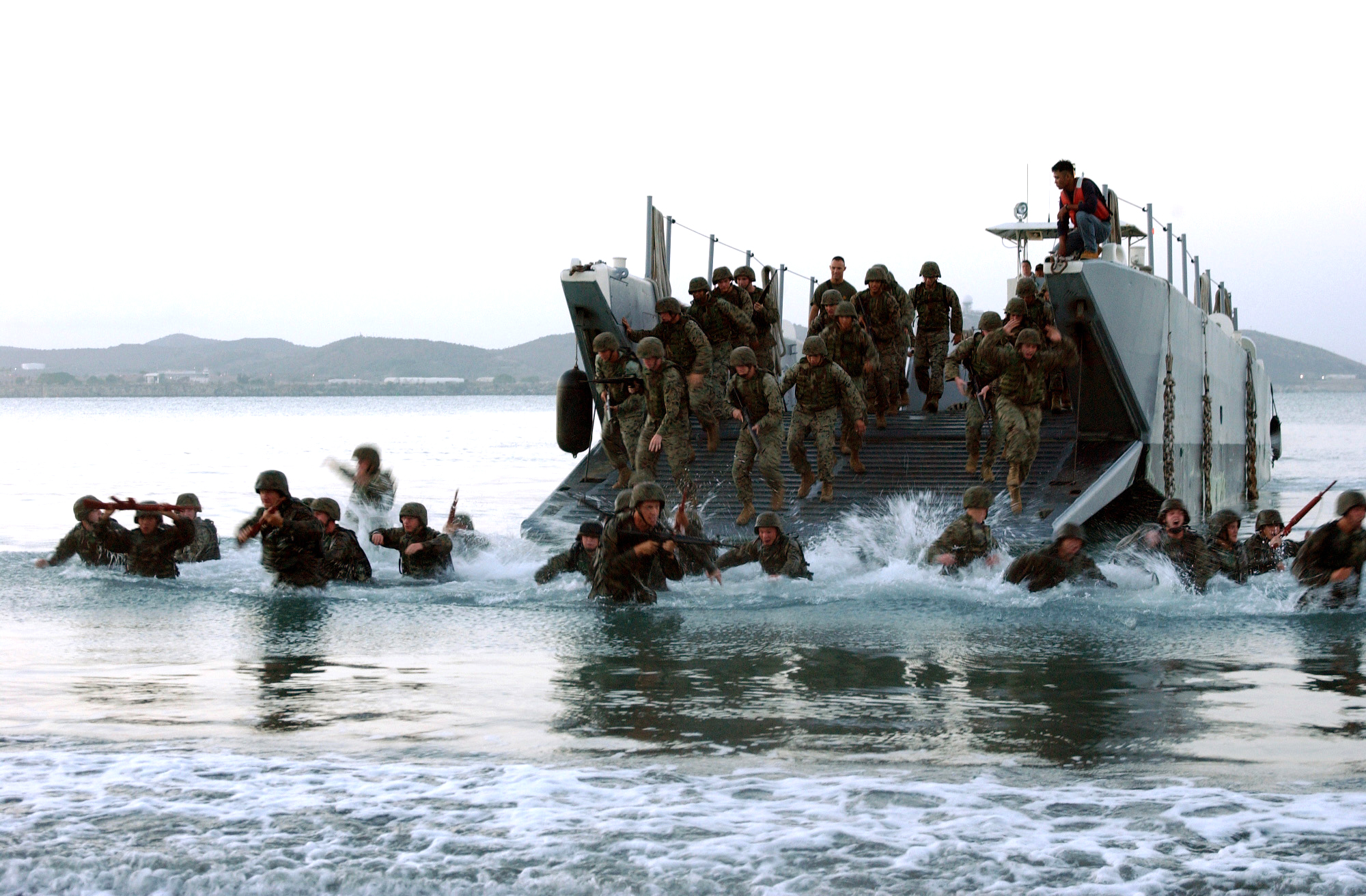
Висадка морської піхоти з десантного катера

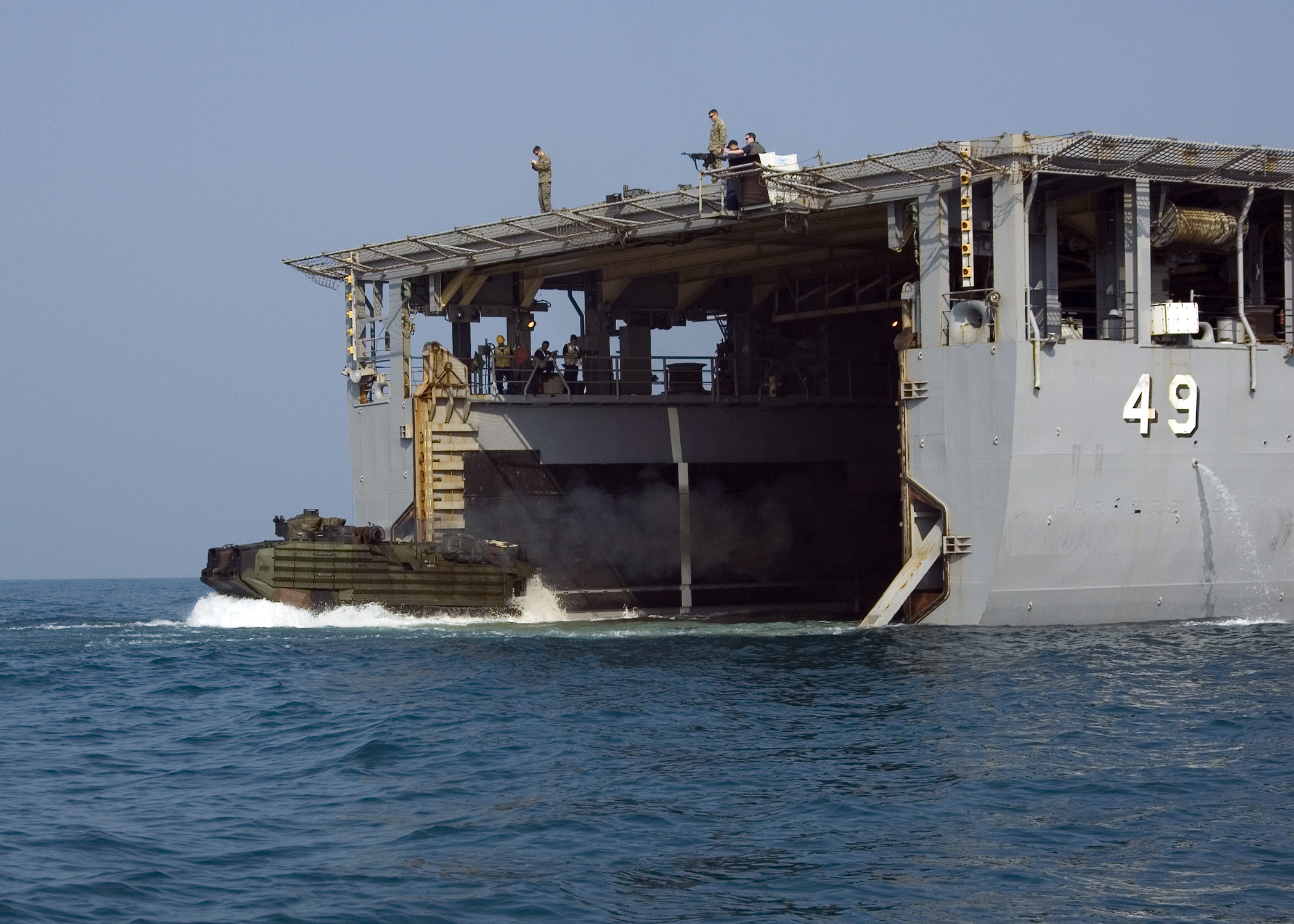
Бронетранспортер морської піхоти покидає десантний корабель-док

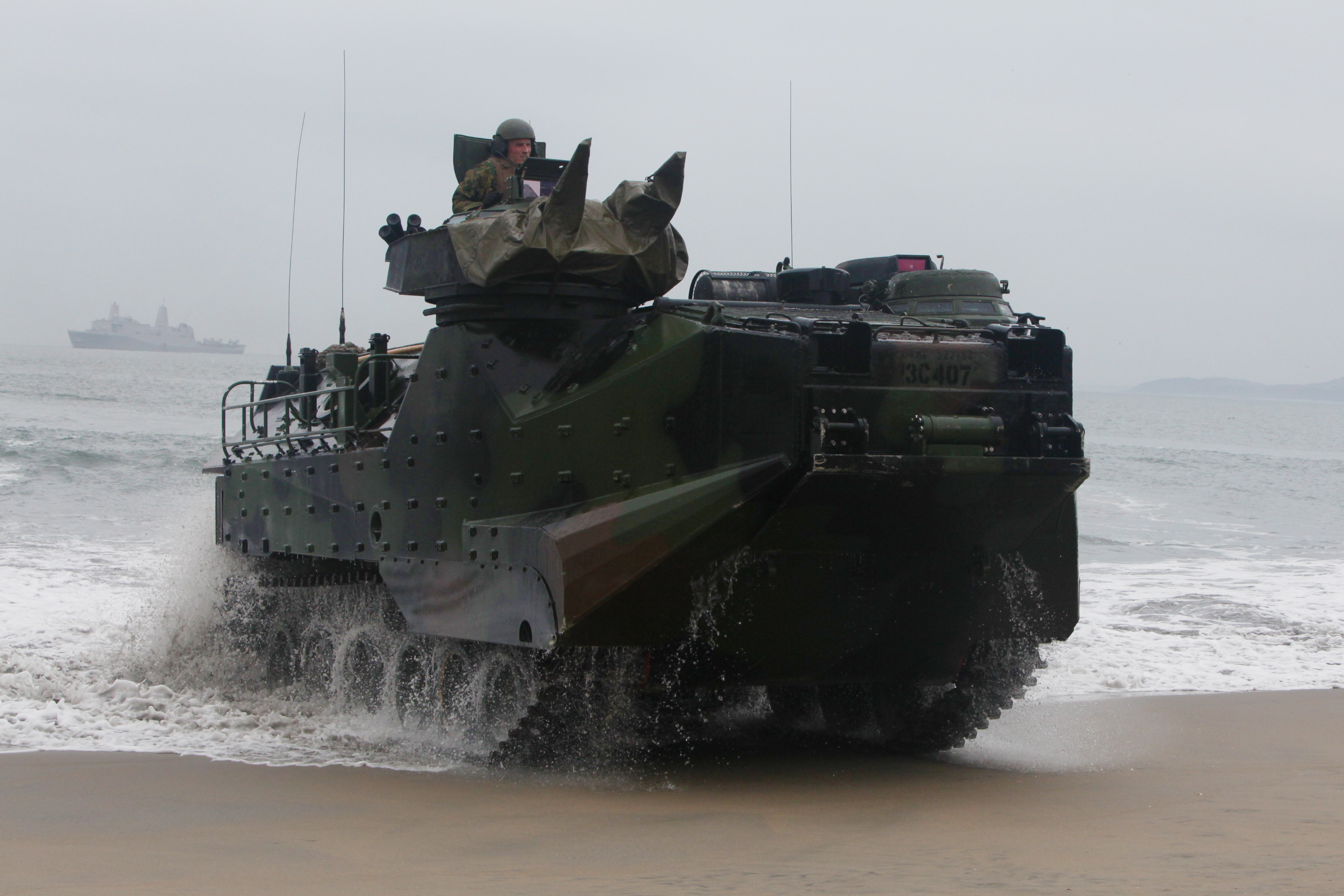
Бронетранспортер морської піхоти виходить на берег

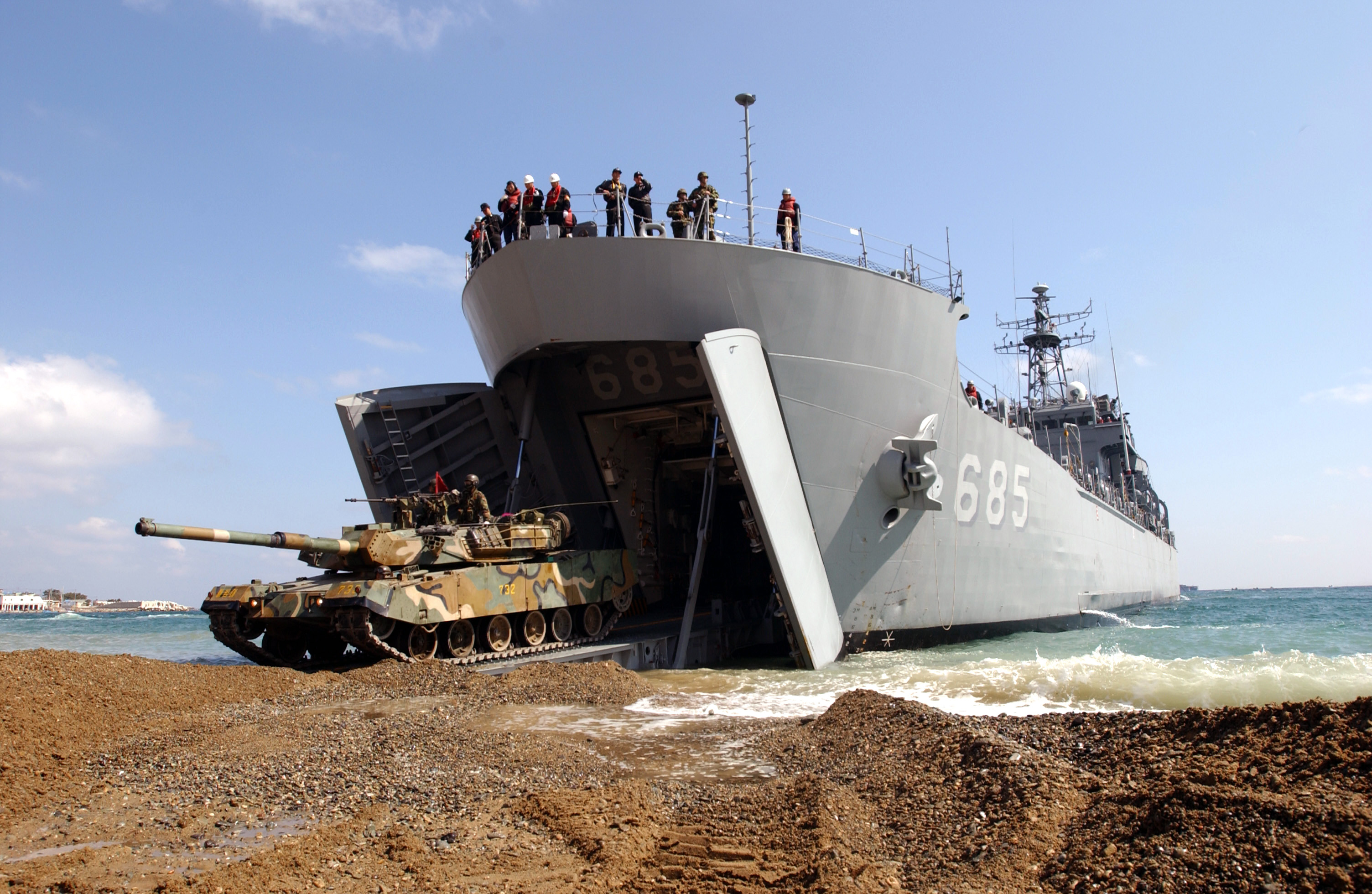
Танк висаджується на берег з десантного корабля

Морська піхота — військові підрозділи флоту для дії на суші.
Морська піхота має легше озброєння, ніж підрозділи армії, але ефективність дій даного роду військ забезпечується великим арсеналом транспортних засобів. Так, у розпорядженні морської піхоти є десантні кораблі, транспортні літаки і вертольоти, а також кораблі на повітряній подушці. Транспортні засоби забезпечують маневровість, що дозволяє виконувати як тактичні, так і стратегічні завдання флотського командування. Основною тактикою ведення бойових дій є десантування з метою захоплення і утримання важливих об'єктів і територій.
Також морська піхота бере участь в охороні військово-морських баз, штабів і командування флоту.

## Історія
У часи стародавнього світу військово-морське мистецтво майже не розрізняло матросів і солдат на військовому кораблі. Першу спробу відокремити морську піхоту, надавши їй особливого озброєння та завдань було зроблено у часи Першої Пунічної війни. Римські інженери оснастили військові кораблі спеціальними приладами. Це були так звані «ворони» — абордажні містки, забезпечені гострим крюком. При зближенні з ворожим кораблем місток перекидався на його палубу, корабель позбавлявся можливості маневрувати, і римські легіонери, перебігши по містку, могли вступити в бій на палубі ворожого корабля в звичній для себе обстановці, тобто як на суші.
Першість організації корпусу морської піхоти у Новий час належить іспанському королю Карлу V Га́бсбургу.

## Морська піхота країн світу

### Азія

#### Індонезія
- 1-ше командування морської піхоти, Сідоарджо[en]
- 2-ге командування морської піхоти, Джакарта
- 3-тє командування морської піхоти, Соронг

#### Японія
- Амфібійна бригада швидкого розгортання

### Північна Америка

#### Сполучені Штати
Корпус морської піхоти США (англ. United States Marine Corps) призначений для швидкого розгортання військ (сил) з моря на суші, демонстрації сили та ведення самостійних активних бойових дій, як на морі, так і на суші, використовуючи міць Військово-морських сил США.

### Південна Америка

#### Бразилія
Корпус морських фузілерів (порт. Corpo de Fuzileiros Navais) — найстаріше та найбільше військове з'єднання подібного роду у Латинській Америці. Засноване у 1808 р., коли у Бразилію через напад Наполеона на Португалію, переїхала королівська родина.

### Європа

#### Сполучене Королівство
Корпус Королівської морської піхоти (англ. Corps of Royal Marines), як Морський піхотний полк герцога Йоркського і Олбані (англ. Duke of York and Albany's Maritime Regiment of Foot), або Адміральський полк (англ. Admiral’s Regiment), був сформований 28 жовтня 1664 року, в правління Чарльза II. Термін «Морська піхота» (англ. Marines) вперше з'явився в джерелах в 1672 році, а в 1802 році король Джордж III нагородив її почесною приставкою «Королівська» (англ. Royal Marines). Сьогодні Королівська морська піхота є диверсійно-десантними (англ. Commando) силами Великої Британії і амфібійними силами британського флоту.
- 1-ша штурмова група Королівської морської піхоти (англ. 1st Assault Group Royal Marines)
- 3-тя бригада командос (англ. 3rd Commando Brigade)

- 40-й диверсійно-десантний батальйон Королівської морської піхоти (англ. 40 Commando Royal Marines)
- 42-й диверсійно-десантний батальйон Королівської морської піхоти (англ. 42 Commando Royal Marines)
- 43-я диверсійно-десантна група захисту флоту Королівської морської піхоти (англ. 43 Commando Fleet Protection Group Royal Marines)
- 45-й диверсійно-десантний батальйон Королівської морської піхоти (англ. 42 Commando Royal Marines)
- 30-а диверсійно-десантна група використання інформації Королівської морської піхоти (англ. 30 Commando Information Exploitation Group Royal Marines)
- Броньована група підтримки Королівської морської піхоти (англ. Armoured Support Group Royal Marines)
- Диверсійно-десантний полк матеріально-технічного забезпечення (англ. Commando Logistic Regiment Royal Marines)
- 24-й диверсійно-десантний полк Королівського інженерного корпусу (англ. 24 Commando Regiment Royal Engineers)
- 29-й диверсійно-десантний полк Королівської артилерії (англ. 29 Commando Regiment Royal Artillery)

- Оркестрова служба Королівської морської піхоти (англ. Royal Marines Band Service)
- Спеціальна човнова служба (англ. Special Boat Service)

#### Італія
Морська піхота Італії
- Лагунарі - спеціальні амфібійні сили Італії
- Бригада морської піхоти «Сан Марко»[en] - морська піхота Італії

#### Україна
- 32-га окрема артилерійська бригада
- 35-та окрема бригада морської піхоти
- 36-та окрема бригада морської піхоти
- 37-ма окрема бригада морської піхоти
- 38-ма окрема бригада морської піхоти
- 406-та окрема артилерійська бригада імені генерал-хорунжого Олексія Алмазова

#### Франція

##### Сухопутні сили
Морські війська (фр. Troupes de marine), як регулярні морські роти (фр. compagnies ordinaires de la mer), були утворені в 1622 році спеціально для служби у французьких заморських колоніях. 1900 року, з Морського міністерства, війська були передані в підпорядкування Військового міністерства Франції і отримали назву Колоніальних військ (фр. Troupes coloniales). У зв'язку з деколонізацією Африки назву військ 1958 року було змінено на Заморські війська (фр. Troupes d'outre-mer), поки в 1961 році вони не отримали сучасну назву.
Сьогодні Морські війська Сухопутних сил Франції включають в себе вісім піхотних, два танкових, один механізований, три артилерійських, один інженерний, один змішаний, три парашутних піхотних полки і один парашутний піхотний полк спеціального призначення, а також один окремий батальйон морської піхоти.
Організаційно підрозділи Морських військ входять до складу наступних військових формувань:
2-а танкова бригада
- Маршовий полк Чаду (фр. Régiment de marche du Tchad) — Меєнайм

6-а легка танкова бригада
- 21-й полк морської піхоти (фр. 21e régiment d’infanterie de marine) — Пуатьє
- 3-й полк морської артилерії (фр. 3e régiment d’artillerie de marine) — Канжуер

9-а морська легка танкова бригада (фр. 9e brigade légère blindée de marine)
- 2-й полк морської піхоти (фр. 2e régiment d’infanterie de marine) — Ле-Ман
- 3-й полк морської піхоти (фр. 3e régiment d’infanterie de marine) — Ванн
- Танковий полк морської піхоти (фр. Régiment d’infanterie chars de marine) — Пуатьє
- 11-й полк морської артилерії (фр. 11e régiment d’artillerie de marine) — Сент-Обен-дю-Корм'є
- 6-й інженерний полк (фр. 6e régiment du génie) — Анже

1-а механізована бригада
- 1-й полк морської артилерії (фр. 1er régiment d'artillerie de marine) — Шалон-ан-Шампань

3-я механізована бригада
- 1-й полк морської піхоти (фр. 1er régiment d'infanterie de marine) — Ангулем

11-а парашутна бригада
- 3-й парашутний полк морської піхоти (фр. 3e régiment de parachutistes d'infanterie de marine) — Каркассонн
- 8-й парашутний полк морської піхоти (фр. 8e régiment de parachutistes d'infanterie de marine) — Кастр

Бригада спеціальних сил
- 1-й парашутний полк морської піхоти (фр. 1er régiment de parachutistes d'infanterie de marine) — Байонна

За кордоном і в заморських володіннях Франції розміщені:
- Полк морської піхоти Тихого океану — Нової Каледонії (фр. Régiment d'infanterie de marine du Pacifique-Nouvelle-Calédonie) — Нумеа
- Полк морської піхоти Тихого океану — Полінезії (фр. Régiment d'infanterie de marine du Pacifique-Polynésie) — Папеете
- 2-й парашутний полк морської піхоти (фр. 2e régiment de parachutistes d'infanterie de marine) — Пьєрфон, Реюньйон
- 5-й змішаний заморський полк (фр. 5e régiment interarmes d'outre-mer) — Джибуті
- 9-й полк морської піхоти (фр. 9e régiment d'infanterie de marine) — Каєнна, Французька Гвіана
- 33-й полк морської піхоти (фр. 33e régiment d’infanterie de marine) — Мартиніка
- 6-й батальйон морської піхоти (фр. 6e bataillon d'infanterie de marine) — Лібревіль, Габон

Спеціальні навчальні заклади:
- Військова школа заморської та іноземній спеціалізації (фр. École militaire de spécialisation de l'outre-mer et de l'étranger) — Рюей-Мальмезон

##### Морські сили
Морські сили Морських фузілерів і Диверсантів десантників (фр. Force maritime des fusiliers marins et commandos)
Морські фузілери (фр. Fusiliers marins)
- Група морських фузілерів (фр. Groupement de Fusiliers Marins) — Брест
- Група морських фузілерів (фр. Groupement de Fusiliers Marins) — Тулон
- Рота морських фузілерів (фр. Compagnie de fusiliers marins) — Шербур
- Рота морських фузілерів (фр. Compagnie de fusiliers marins) — Франс Сюд
- Рота морських фузілерів (фр. Compagnie de fusiliers marins) — Іль-Лонг
- Рота морських фузілерів (фр. Compagnie de fusiliers marins) — Ланвеок
- Рота морських фузілерів (фр. Compagnie de fusiliers marins) — Лан-Біуе
- Рота морських фузілерів (фр. Compagnie de fusiliers marins) — Роне
- Рота морських фузілерів (фр. Compagnie de fusiliers marins) — Сент-Ассіс

Морські диверсанти десантники (фр. Commandos marine)

### Океанія

#### Австралія
З утворенням ВМС Австралії в 1911 році дві бригади морської піхоти, що почали формуватись у 19 ст були перейменовані в Королівські австралійські військово-морські бригади. На своєму піку в 1915 році вони налічували 2817 солдатів і офіцерів. Військово-морські бригади були розформовані 1920 року, а їхні військовослужбовці були переведені в Королівські австралійські військово-морські сили.
Наразі у складі флоту діє 2-й батальйон Королівського австралійського полку. Його бійці пройшли перепідготовку як морський десант в 2014 році. Але, як і раніше будуть називатися не морська піхота, а легкий піхотний полк.
1-й Повітряний полк спецпризначення і 2-й полк спецпризначення. Ці підрозділи зберігають здатність функціонувати в разі потреби, як морський десант.